# Hipposideros griffini
Hipposideros griffini es una especie de murciélago de la familia Hipposideridae. Recibe su nombre en honor a Donald Griffin, profesor estadounidense de zoología que descubrió la ecolocación.

## Distribución geográfica
Habita en el Sudeste Asiático.